# Priznavanje genocida nad Armencima
Priznavanje genocida nad Armencima službeno je prihvaćanje sustavnih pokolja i prisilnih deportacija oko 1,5 milijuna Armenaca koje je počinilo Osmansko Carstvo od 1915. do 1923., tijekom i nakon Prvoga svjetskog rata, a koji ćine genocid nad Armencima.
Većina povjesničara izvan Turske priznaje da je osmanski progon Armenaca bio genocid. Međutim, unatoč priznavanju genocidnoga karaktera pokolja nad Armencima kod znanstvenika, kao i kod civilnoga društva, neke su vlade bile suzdržane pri službenu priznavanju umorstava kao genocida zbog političkih zabrinutosti za svoje odnose s Republikom Turskom.
Do 2023., vlade i parlamenti 34 zemlje, uključujući Argentinu, Brazil, Kanadu, Francusku, Njemačku, Italiju, Meksiko, Rusiju i Sjedinjene Države, službeno su priznali genocid nad Armencima. Tri zemlje - Azerbajdžan, Turska i Pakistan - niječu postojanje genocida nad Armencima.
Papa Franjo rekao je 2015. da se genocid nad Armencima „smatra prvim genocidom 20. stoljeća”. Riječ "genocid" više nije koristio, zbog oštre turske reakcije, sve do lipnja 2016., kada je ponovno potvrdio i učvrstio svoje stajalište kako se radi o genocidu i oštro osudio trajno poricanje genocida. Turska je odgovorila optuživši papu za „križarski mentalitet” protiv zemlje. Vatikan je to oštro opovrgnuo, tvrdeći da je Papa zapravo pozvao na pomirenje Armenaca i Turaka.
Dana 15. travnja 2015., Europski parlament podržao je prijedlog nazivanja navedenih zločina genocidom. Prethodno je to učinio 1987., 2000.,  2002. i 2005. godine. Europski parlament pohvalio je poruku koju je uputio papa Franjo. 
Turska i dalje inzistira na tome kako masovna ubojstva iz 1915. nisu bila genocid. Mnogi Europljani sumnjaju u predanost turske nacije ljudskim pravima, zbog čega se protive njenom članstvu u Europskoj uniji, što je stav za koji je tursko-armenski intelektualac Hrant Dink javno osudio neke zemlje prije nego što je ubijen 2007. godine.